# Touloulou

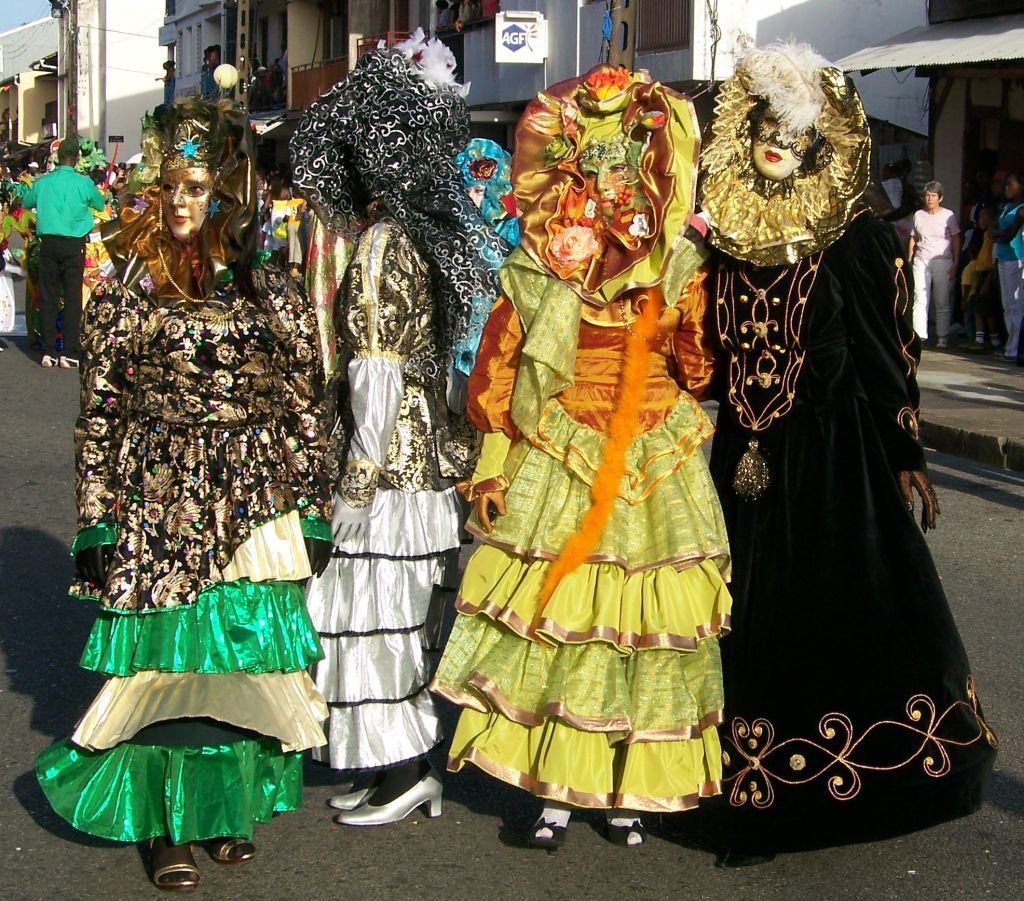
Touloulous nelle strade di Caienna nel 2007.

Il Touloulou è il più famoso dei personaggi tipici e la regina del carnevale della Guyana francese.

## Origine
Questa tipica cultura creola della Guiana francese rappresenta le donne borghesi del diciottesimo e diciannovesimo secolo, nel loro meglio della domenica, sempre vestite da capo a piedi.

## Descrizione

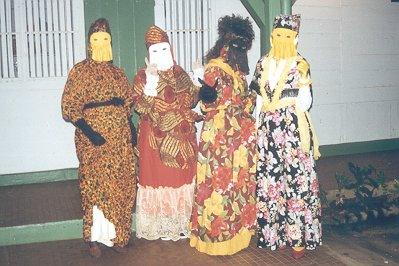
Touloulou tradizionale.

Il Touloulou è la regina del Carnevale. È una signora vestita elegantemente dalla testa ai piedi. Queste sono normalmente donne che non vedono un'oncia di pelle. Indossa una sottogonna, passamontagna, lupo e guanti lunghi. Per evitare di essere riconosciute, le donne arrivano al punto di mettere lenti colorate, parrucche e mimetizzare le loro voci. Non indossano il loro solito profumo, comprano paia di scarpe per l'occasione che non rimetteranno indietro e non si spostano con il loro veicolo per rimanere anonimi. Sfilano per la strada e partecipano a balli mascherati.
C'è anche un abito da uomo chiamato Tololo.
Nei nightclub, a volte ribattezzati università, è il touloulous che invita gli uomini a ballare. Non possono rifiutare.

## Galleria d'immagini

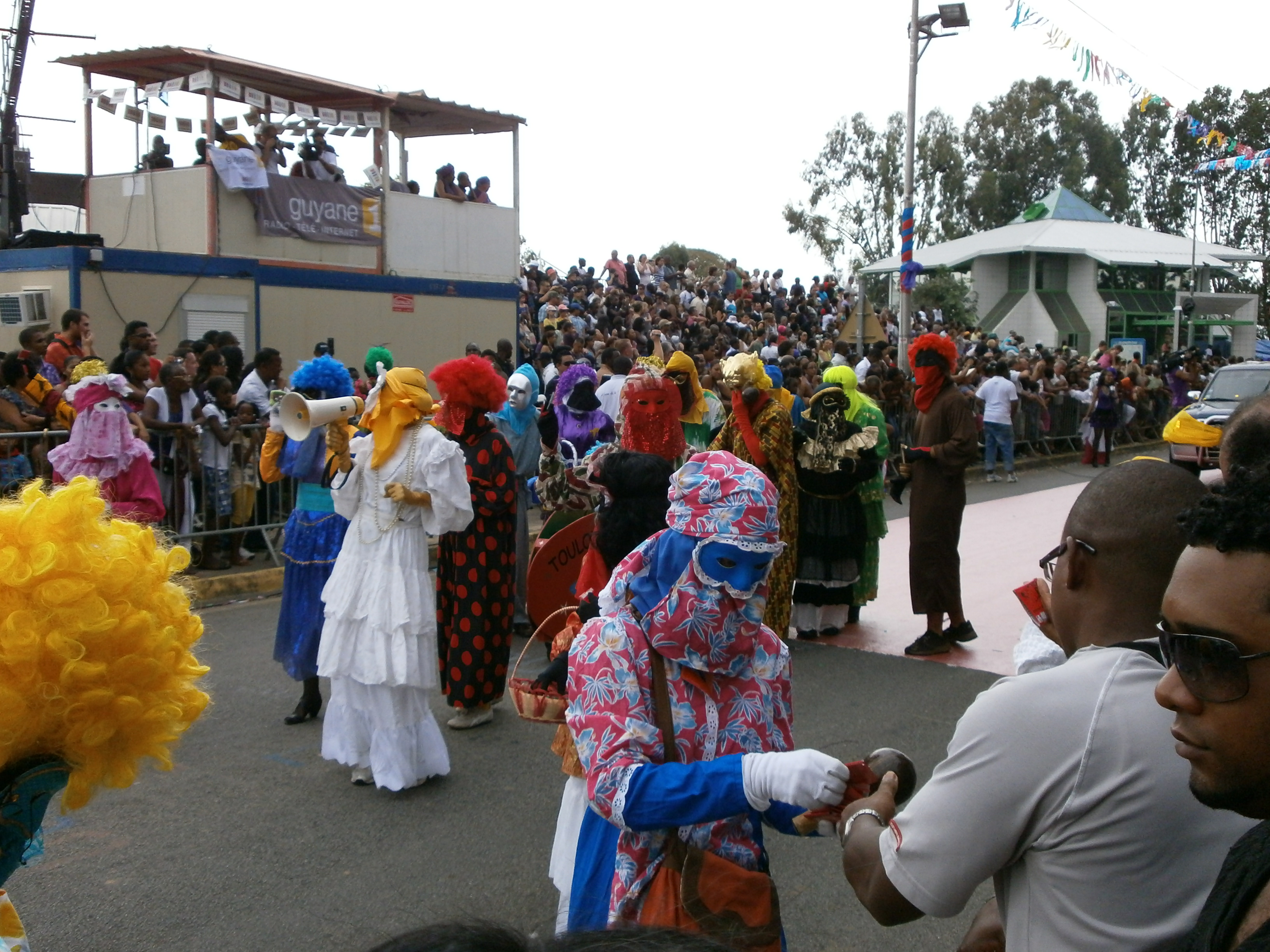
Parata di Touloulous durante la parata di Kourou.
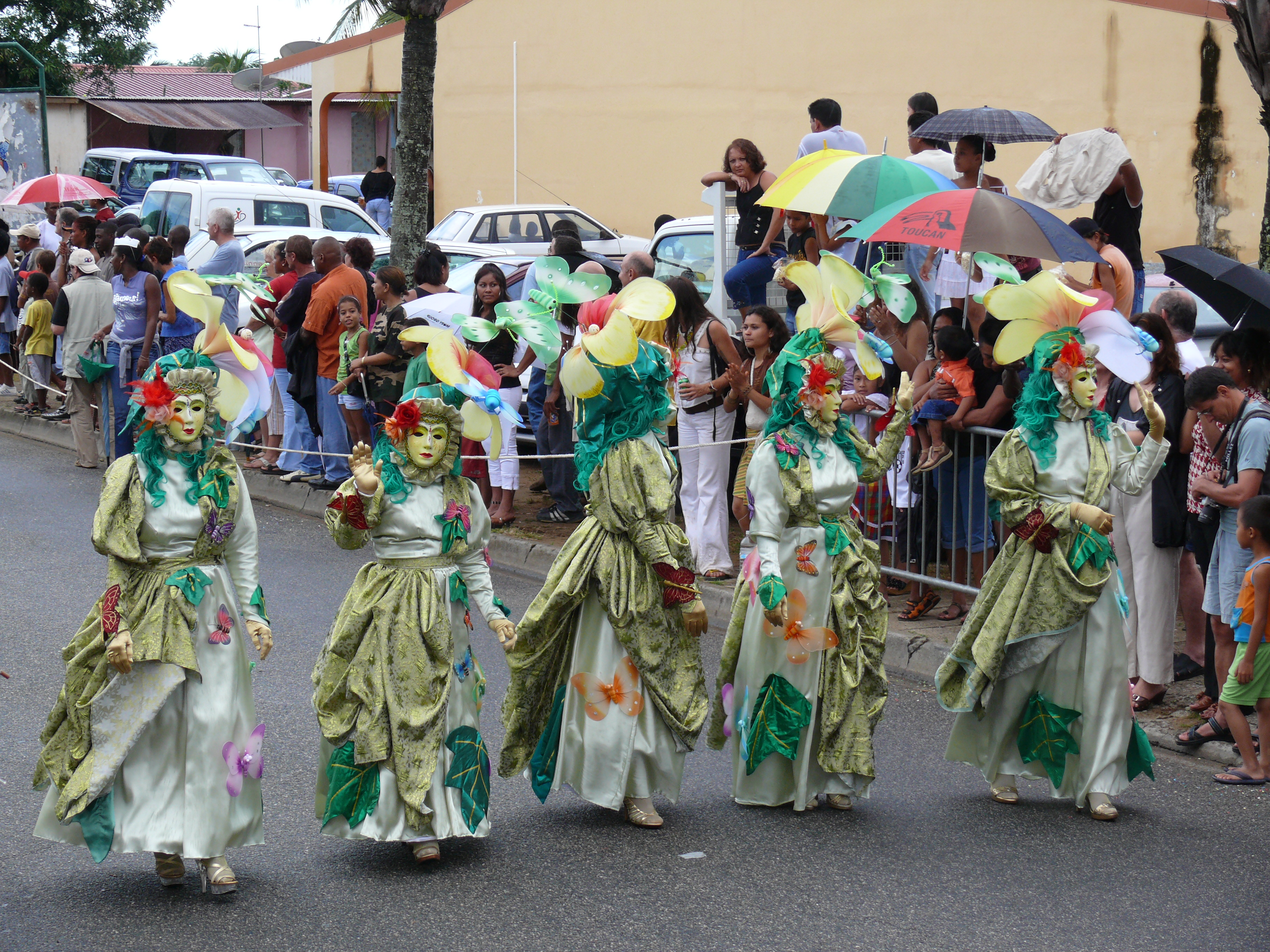
Touloulous alla parata di Kourou 2007.
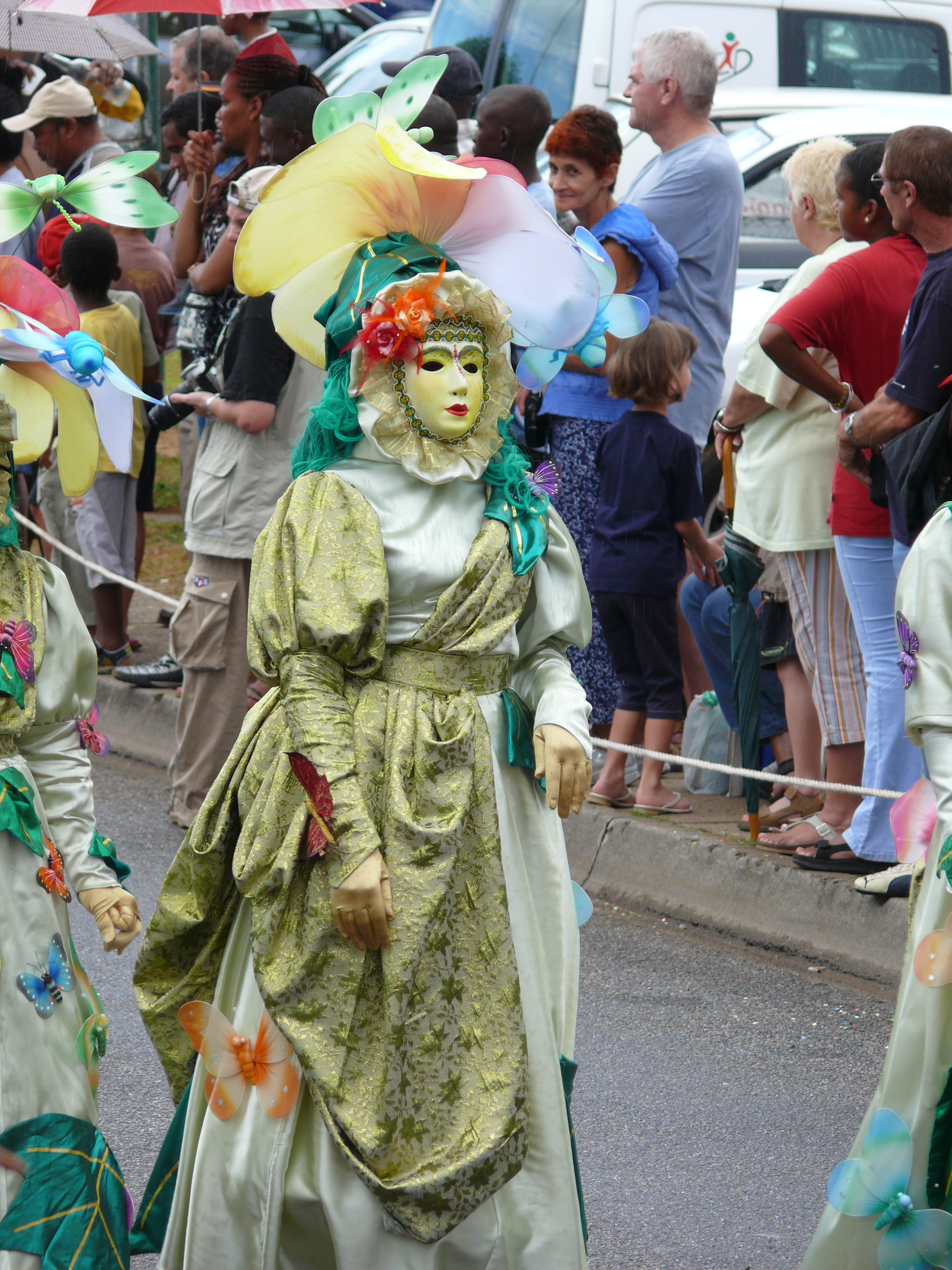
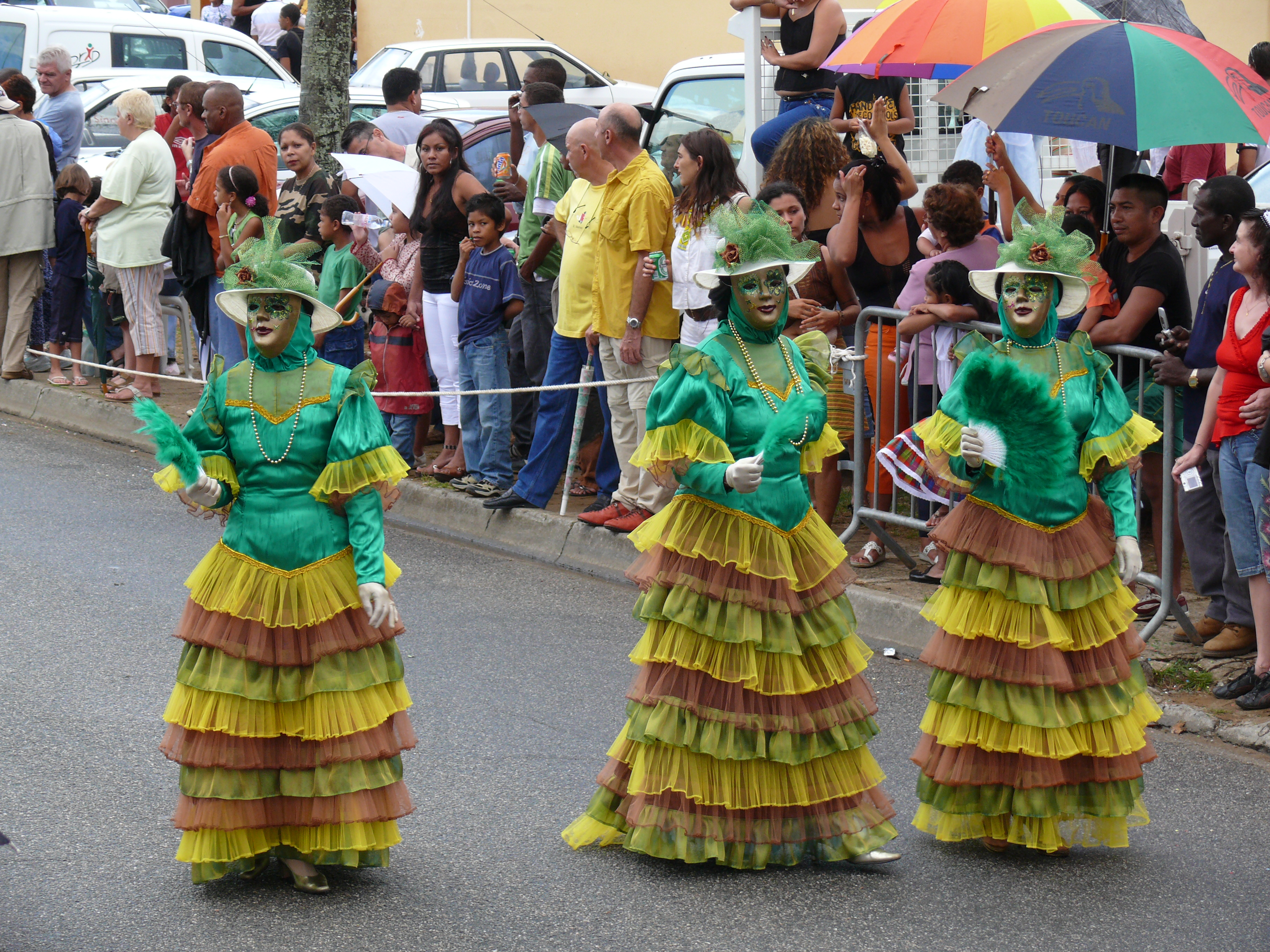
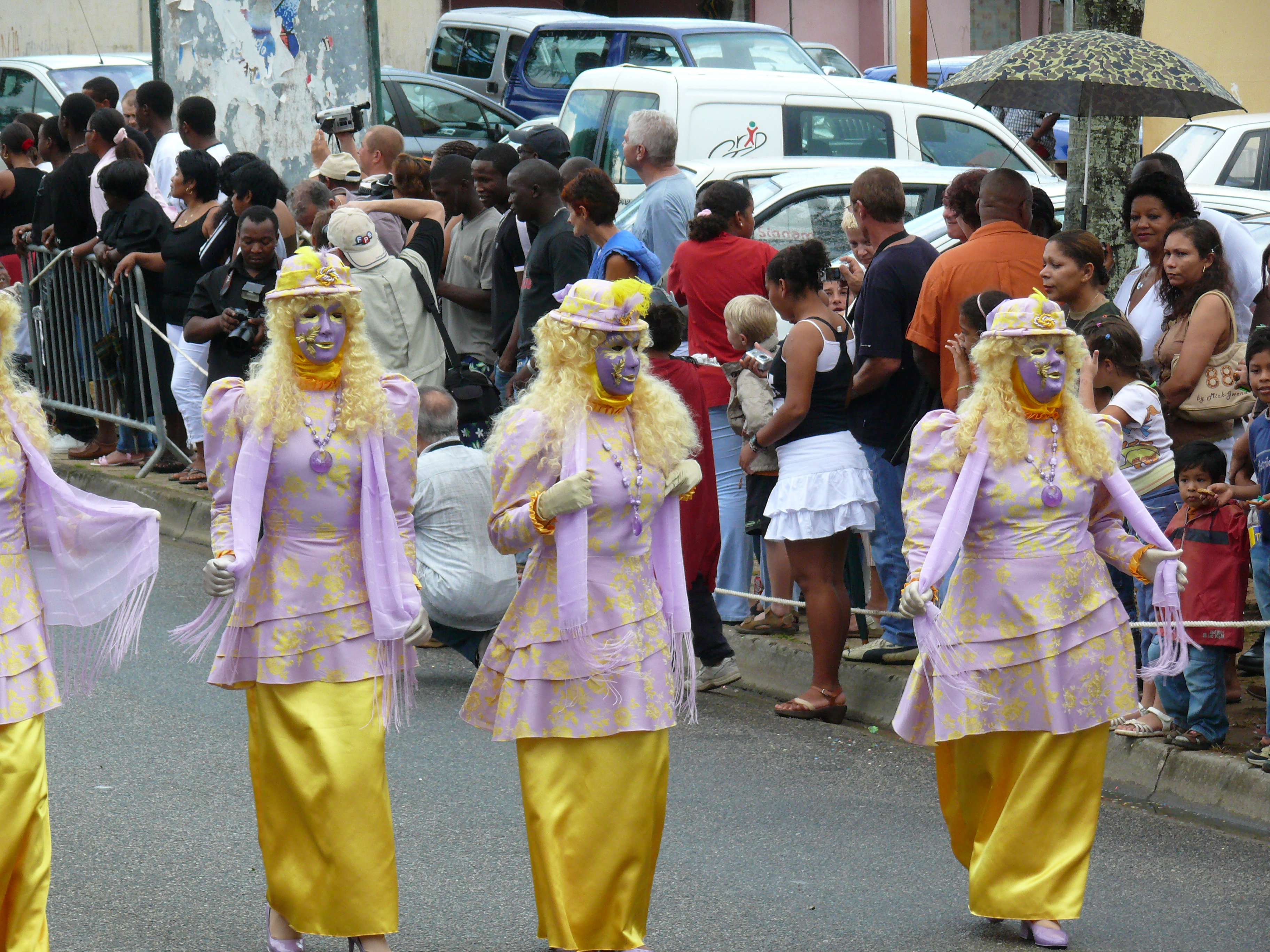